# Wilhelm Wiberg

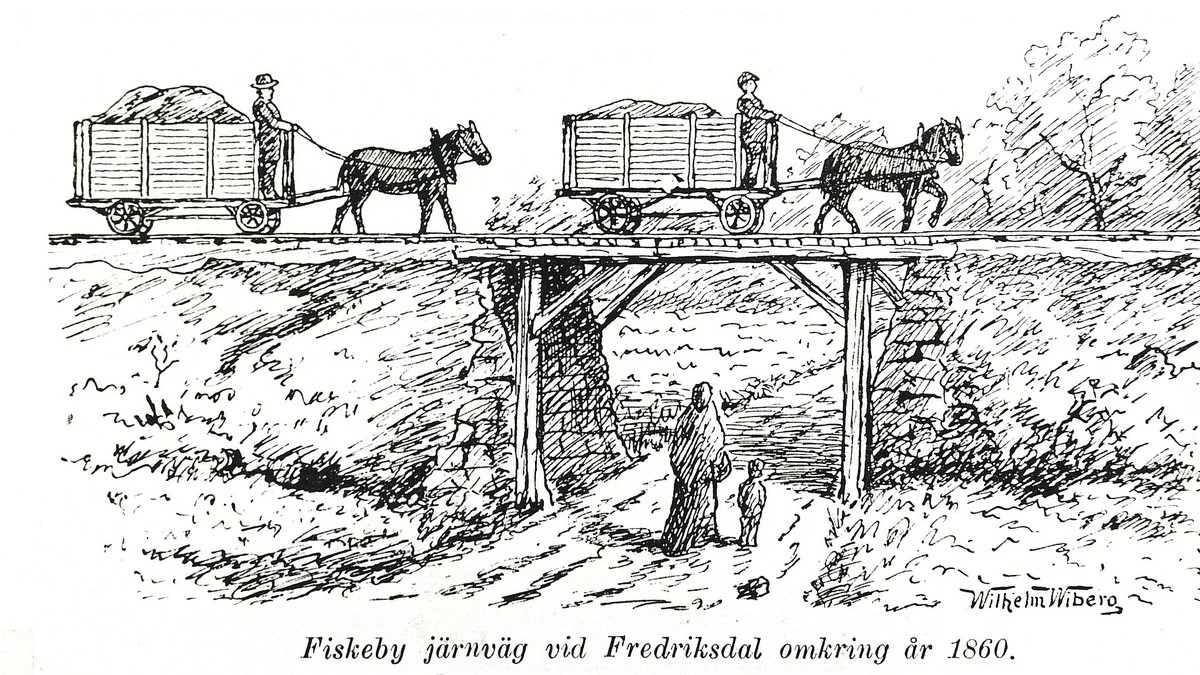
Fiskeby järnväg vid Fredriksdal, omkring 1860

Wilhelm Wiberg, född 15 september 1860 i Norrköping, död 1 januari 1934 i Norrköping, var en svensk boktryckare, tryckerifaktor och målare. 
Han var son till färgmästaren Carl Felix Wiberg och Hedvig Björklund och gift med Augusta Charlotta Österlund. Redan under skoltiden visade Wilhelm Wiberg anlag för teckning och målning, men han fick då inte tillfälle att utveckla dessa anlag. Som ung var Wilhelm Wiberg  boktryckarlärling på Norrköpings Tidningar 1873 , och som fullärd fick han anställning vid John Fröbergska tryckeriets filial i Norrköping. 

## Boktryckare
1873 kom han i boktryckerilära på Norrköpings Tidningar. Efter några års arbete övergick han till det Wallbergska tryckeriet, där han blev utlärd konstförvant (äldre titel för sättare och tryckare). 
Därefter fick han anställning vid John Fröbergs tryckeri i Finspång. Där stannade han, med ett kort avbrott, i 28 år. Han blev föreståndare för tryckeriets filial i Norrköping. Här togs hans skicklighet i teckning i anspråk vid annonsförslag och dylikt. När denna filial lades ned återvände Wilhelm Wiberg till Norrköpings Tidningar, till korrekturavdelningen, där han blev kvar till sin pensionering 1924. Under sin tid vid tryckeriet försökte han sig även på att utföra xylografi innan den moderna klichéförfarandet kom till användning.

## Samlade minnen om Norrköpings historia
Wilhelm Wiberg var mycket intresserad av sin stads historia, och samlade på minnen om Norrköping. Han skrev ned dem och återgav en del av dem i artiklar i Norrköpings Tidningar.

## Teckningar, akvareller och oljemålningar
Sin egentliga insats för bevarandet av gamla Norrköpingsmiljöer gjorde han emellertid med sina avbildningar i teckningar, akvareller och oljemålningar. Den unika samlingen består av omkring 900 glasplåtar och fotografier som idag finns bevarade på Norrköpings stadsmuseum. I samlingarna finns även akvareller av stadens hus och miljöer målade av Wiberg. Tack vare att mecenater inköpte dessa samlingar räddades de åt eftervärlden och finns nu på Norrköpings stadsmuseum.

## Fotodokumentation
Wilhelm Wiberg räknas som sin samtids främste förespråkare för viljan att bevara det gamla Norrköping. År 1921 skänkte han en nästan komplett fotodokumentation av Norrköpings bebyggelse till Norrköpings stadsbibliotek. Wilhelm Wiberg växte upp i ett Norrköping där nydaningarnas och förändringens vindar blåste. Med kamerans hjälp började han dokumentera stadsbebyggelsen. Syftet var att föreviga staden som den såg ut vid sekelskiftet 1900 och bevara dokumentationen för eftervärlden. I över 30 år verkade han här som fotograf.

## Wilhelm Wibergs gata
I stadsdelen Klockaretorpet i Norrköping finns en gata uppkallad efter Wiberg, Wilhelm Wibergs gata. Klockaretorpet, som historiskt sett är ett relativt nytt område, byggdes under perioden 1975-1985 och området består av huvudsakligen hyresradhus samt enstaka villor och ett fåtal flervåningshus. I stadsdelen finns ett tiotal gator uppkallade efter kända män och kvinnor, som har varit betydelsefulla för Norrköpings historia.